# Juliet Aubrey
Juliet Emma Aubrey (Fleet, 17 de dezembro de 1966) é uma atriz britânica. Ela ganhou o BAFTA TV Award de Melhor Atriz por interpretar Dorothea na série da BBC Middlemarch. Ela também é conhecida por seu papel como Helen Cutter em Primeval da ITV.